# بريغز هوبسون
بريغز هوبسون هو محامي وسياسي أمريكي، ولد في 10 أكتوبر 1965. نشط حزبياً في الحزب الجمهوري. وقد انتخب عضو مجلس ولاية مسيسيبي ‏.